# Diga di Altınhisar
La diga d'Altınhisar è una diga della Turchia. Si trova nel distretto d'Altunhisar della provincia di Niğde.